# Justyna Rudzka
Justyna Rudzka (ur. 24 grudnia 2000) – polska koszykarka, występująca na pozycji rozgrywającej, obecnie zawodniczka Arki VBW Gdynia.

## Osiągnięcia
Stan na 18 marca 2024.

### Drużynowe

#### Seniorskie
- Brązowa medalistka mistrzostw Polski (2022, 2024[1])
- Finalistka:
  - Pucharu Polski (2022)[2]
  - Superpucharu Polski (2021, 2022)[3][4]
- 3. miejsce w I lidze (2020)[5]

#### Młodzieżowe
5x5
- Mistrzyni Polski:
  - juniorek starszych (2020)[6]
  - kadetek (2016)[7]
- Brązowa medalistka mistrzostw Polski juniorek (2017, 2018)[8][9]

3x3
- Wicemistrzyni Polski 3x3 U–23 (2022)